# Ilse Keydelová
Ilse Keydelová (* 1921 – 5. května 2003) byla západoněmecká a německá sportovní šermířka, která se specializovala na šerm fleretem. Západní německo reprezentovala ve čtyřicátých a padesátých letech. V roce 1953 obsadila třetí místo na mistrovství světa v soutěži jednotlivkyň. Se západoněmeckým družstvem fleretistek vybojovala v roce 1957 a 1958 druhé místo na mistrovství světa.